# Melissodes tincta
Melissodes tincta är en biart som beskrevs av Laberge 1961. Melissodes tincta ingår i släktet Melissodes och familjen långtungebin. Inga underarter finns listade i Catalogue of Life.